# MFK Zemplín Michalovce
Az MFK Zemplín Michalovce egy szlovákiai labdarúgócsapat, melyet 1912-ben alapítottak meg Nagymihály városában. A csapat a 4000 férőhelyes Városi Stadionban játssza hazai mérkőzéseit.

## Története
A csapat 1912-ben alakult meg. A csapat a 2014/15-ös szezonban megnyerte a másodosztályú bajnokságot, így feljutott a szlovák bajnokság első osztályába.

### Névváltoztatások
- 1912–1914: Michalovský FS
- 1914–1922: Nagymihályi AC
- 1922–1926: Michalovský AC
- 1926–1928: ŠK Michalovce
- 1928–1931: ŠK Snaha Michalovce
- 1931–1938: FAK Michalovce
- 1938–1945: ŠK Zemplín Michalovce
- 1945-1991: TJ Zemplín Vihorlat Michalovce
- 1991-: MFK Zemplín Michalovce

## Sikerei
- Másodosztály (1993-tól)
  -  Győztes (1): 2014–15
  -  Ezüstérmes (1): 2013–14
- Szlovák labdarúgókupa
  - Elődöntős (1): 2016-17

## Riválisok
A klub legnagyobb riválisai főleg az olyan kelet-szlovákiai klubok, mint az 1. FC Tatran Prešov, Partizán Bardejov, FK Bodva, FK Humenné és a TJ FK Veľké Revištia. Az azóta már megszűnt MFK Košice szurkolóival hagyományosan baráti kapcsolatot ápoltak.

## Játékosok

### Jelenlegi keret
2024. szeptember 6-i állás szerint.
| #  |     | Poszt | Név                  |
| -- | --- | ----- | -------------------- |
| 1  | SVK | K     | Patrik Lukáč         |
| 2  | SVK | V     | Lukáš Šimko          |
| 3  | UKR | V     | Denys Taraduda       |
| 4  | NGR | KP    | Abdul Zubairu        |
| 5  | GRE | V     | Polydefkis Volanakis |
| 7  | NGA | CS    | Issa Adekunle        |
| 8  | JPN | KP    | Yushi Shimamura      |
| 9  | SVK | CS    | Matúš Marcin         |
| 10 | SVK | KP    | Igor Žofčák          |
| 11 | SVK | CS    | Erik Pačinda         |
| 12 | GUI | V     | Franck Bahi          |
| 15 | BIH | V     | Saša Marjanović      |
| 19 | SVK | KP    | Dávid Petrík         |

| #  |     | Poszt | Név                   |
| -- | --- | ----- | --------------------- |
| 21 | ESP | KP    | Samuel Ramos          |
| 23 | UKR | K     | Ivan Tyurin           |
| 26 | GEO | V     | Tornike Dzotsenidze   |
| 29 | URU | KP    | Enzo Arevalo          |
| 30 | GRE | V     | Christos Makrygiannis |
| 31 | BIH | KP    | Muhamed Šahinović     |
| 51 | SVK | KP    | Stanislav Danko       |
| 55 | HUN | KP    | Artúr Musák           |
| 66 | SVK | KP    | Martin Bednár         |
| 89 | GRE | CS    | Alexandros Kyziridis  |
| 91 | USA | CS    | Eduvie Ikoba          |
| 93 | CUW | CS    | Gino van Kessel       |
| 97 | SVK | CS    | Adam Žulevič          |

### Jeles játékosok
Az alábbi játékosok számos kisebb-nagyobb sikert értek el saját válogatottjukkal.
- Amadou Coulibaly
- Vernon De Marco
- Pavol Diňa
- Pablo Gállego
- Andrej Hesek
- Jakub Hromada
- Eligijus Jankauskas
- Vladimír Janočko
- Akaki Khubutia
- Martin Koscelník
- Doriano Kortstam
- Juraj Kotula
- Sainey Njie
- Kristi Qose
- Martin Raška
- Martin Regáli
- Lazaros Rota
- Issa Modibo Sidibé
- Miroslav Seman
- Danilo Špoljarić
- Dušan Sninský
- Michal Škvarka
- Gino van Kessel
- Igor Žofčák

## Külső hivatkozások
- Hivatalos oldal
- MFK Zemplín Michalovce a Facebookon
- YouTube-videó. YouTube